# Corre Coyote
Corre Coyote är en ort i Mexiko.   Den ligger i kommunen Guadalupe y Calvo och delstaten Chihuahua, i den nordvästra delen av landet, 1 100 km nordväst om huvudstaden Mexico City. Corre Coyote ligger 2 516 meter över havet och antalet invånare är 146.
Terrängen runt Corre Coyote är huvudsakligen kuperad. Corre Coyote ligger uppe på en höjd. Runt Corre Coyote är det mycket glesbefolkat, med 6 invånare per kvadratkilometer. Närmaste större samhälle är Coloradas de los Chávez, 12,9 km nordväst om Corre Coyote. I omgivningarna runt Corre Coyote växer huvudsakligen savannskog.